# Pseudopallene glutus
Pseudopallene glutus là một loài nhện biển trong họ Callipallenidae. Loài này thuộc chi Pseudopallene. Pseudopallene glutus được miêu tả khoa học năm 1975 bởi Pushkin.